# Elworthy
Elworthy is een civil parish in het bestuurlijke gebied Somerset West and Taunton, in het Engelse graafschap Somerset.